# SN 1960E
SN 1960E – supernowa odkryta 20 marca 1960 roku w galaktyce A121737+1217. W momencie odkrycia miała maksymalną jasność 16,50m.